# Шмелёв, Алексей Николаевич
Алексей Николаевич Шмелёв  (род. 11 марта 1960, Ленинский, Давлекановский район, Башкирская АССР, РСФСР, СССР) — российский государственный и муниципальный деятель, депутат Государственного собрания — Курутлая Республики Башкортостан (с 2023 года), глава администрации городского округа город Октябрьский Республики Башкортостан (с 20 декабря 2013 года по 14 сентября 2023 года), первый заместитель главы администрации городского округа город Октябрьский Республики Башкортостан (2007—2013).

## Биография
Алексей Николаевич Шмелёв родился 11 марта 1960 года в посёлке Ленинский Давлекановского района Башкирской АССР. В 1986 году окончил Казанский инженерно-строительный институт по профессии инженер-строитель.

### Трудовая деятельность
- 1986—1998 — мастер, главный инженер, начальник Октябрьского ремонтно-строительного управления АНК «Башнефть»;
- 1998—2004 — начальник автотранспортного дорожного цеха ООО «НГДУ Туймазанефть»;
- 2004—2007 — генеральный директор ОАО «Октябрьский завод нефтегазового машиностроения»;
- 2007—2013 — первый заместитель главы администрации городского округа город Октябрьский РБ.
- с 20 декабря 2013 года по 13 сентября 2023 года — глава администрации городского округа город Октябрьский РБ[1][2][3][4].

Также был председателем правления «Совета муниципальных образований Республики Башкортостан».
- C 14 сентября 2023 года — депутат Государственного собрания — Курултая Республики Башкортостан.
- С 5 октября 2023 года — Председатель Комитета Государственного собрания — Курултая Республики Башкортостан по промышленности, инновационному развитию, торговле, предпринимательству и туризму[6].

## Награды[7]
- Звание «Почётный нефтяник Министерства энергетики Российской Федерации».
- Орден Салавата Юлаева (9 октября 2017 года) — за плодотворную государственную и общественную деятельность, за героизм и подвиг, совершенные при спасении жизни, за высокие производственные достижения, заслуги в сфере научной и научно-исследовательской деятельности, высокие творческие достижения в области культуры, искусства, литературы, за заслуги в охране общественного порядка, за успехи в обучении и воспитании подрастающего поколения, активное участие в патриотическом воспитании молодежи и подготовке высококвалифицированных кадров[8][9].
- Медаль «За содружество во имя спасения» от МЧС России[10].
- Почетная грамота Министерства промышленности и внешнеэкономических связей Республики Башкортостан.
- Почётный знак «За вклад в развитие ветеринарии в Республике Башкортостан».
- Нагрудный знак «Почетный работник государственной молодежной политики Республики Башкортостан».
- Благодарность Правительства Республики Башкортостан.
- Почетная грамота Министра обороны Российской Федерации.
- Медаль «За трудовую доблесть» Республики Башкортостан.
- Благодарность Министра спорта Российской Федерации.
- Почётный гражданин города Октябрьского Республики Башкортостан[11].